# Heliópolis (Bahia)

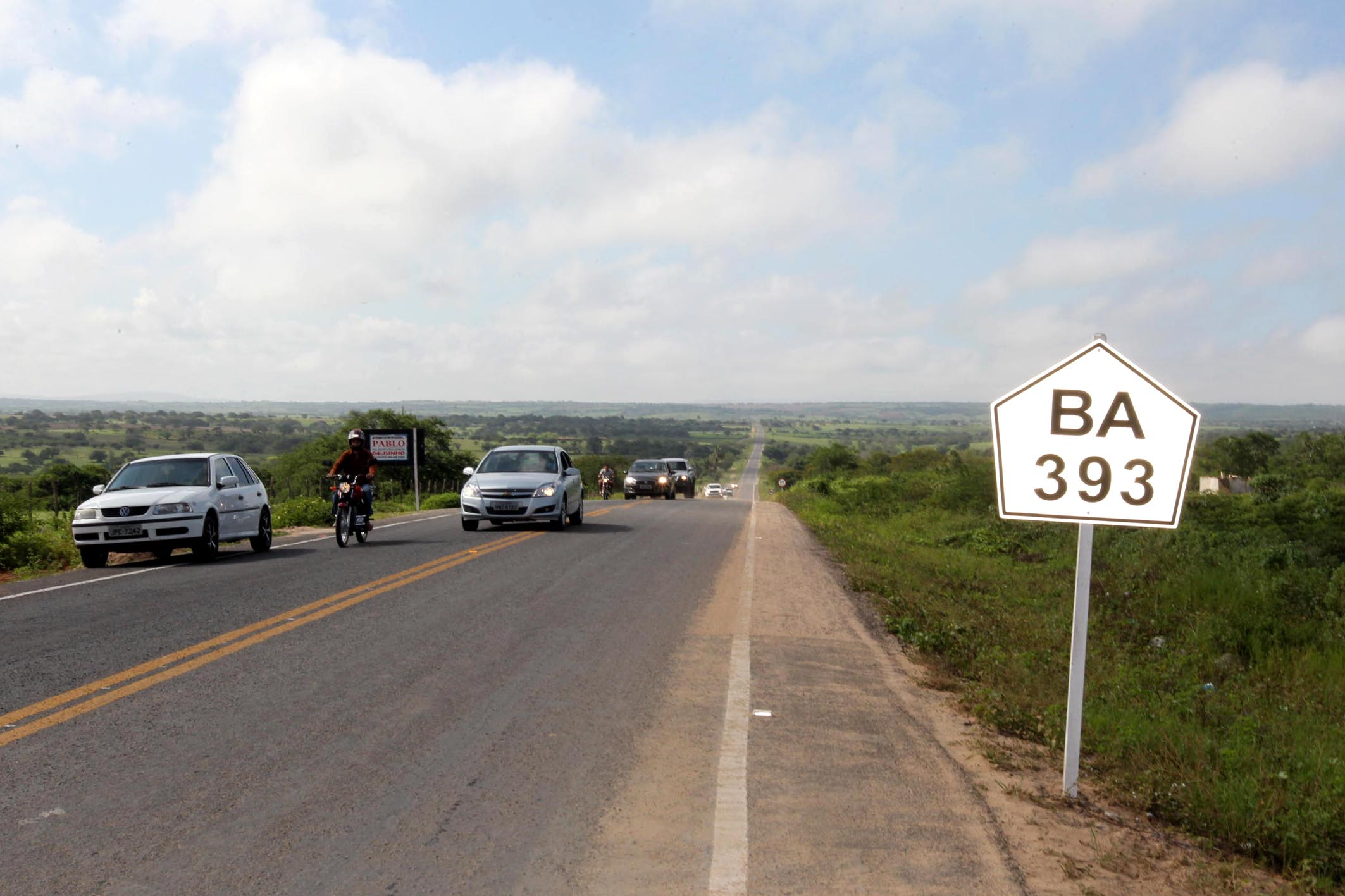
BA-393 in Heliópolis

Heliópolis, amtlich portugiesisch Município de Heliópolis, ist eine Kleinstadt mit 12.444 Einwohnern (2010) im Bundesstaat Bahia, Brasilien.